# 支笏洞爺国立公園
支笏洞爺国立公園（しこつとうやこくりつこうえん）は、北海道にある国立公園。

## 概要
北海道南西部に位置し、支笏湖と洞爺湖のカルデラを中心として有珠山、昭和新山、樽前山、羊蹄山など多くの火山があり、火山性の湖沼や温泉もあるなど火山群を形成している。北海道内の国立公園の中では最も利用者が多い国立公園となっている。札幌市中心部や新千歳空港からのアクセスが良く、シーニックバイウェイの「札幌シーニックバイウェイ藻岩山麓・定山渓ルート」や「支笏洞爺ニセコルート」になっている。

## 地域
支笏洞爺国立公園は支笏湖地域、定山渓地域、洞爺湖地域、羊蹄山地域、登別地域の5つに分けることができる。
支笏洞爺国立公園（支笏湖地域）
- 支笏湖地域
  - カルデラ湖の支笏湖を中心とする地域。紋別岳、多峰古峰山（たっぷこっぷやま）、丹鳴岳（になるだけ）などの外輪山に囲まれ、風不死岳、恵庭岳、樽前山の噴火により現在の形となる。支笏湖温泉、支笏湖いとう温泉、丸駒温泉があり、北海道唯一の休暇村がある[5]。

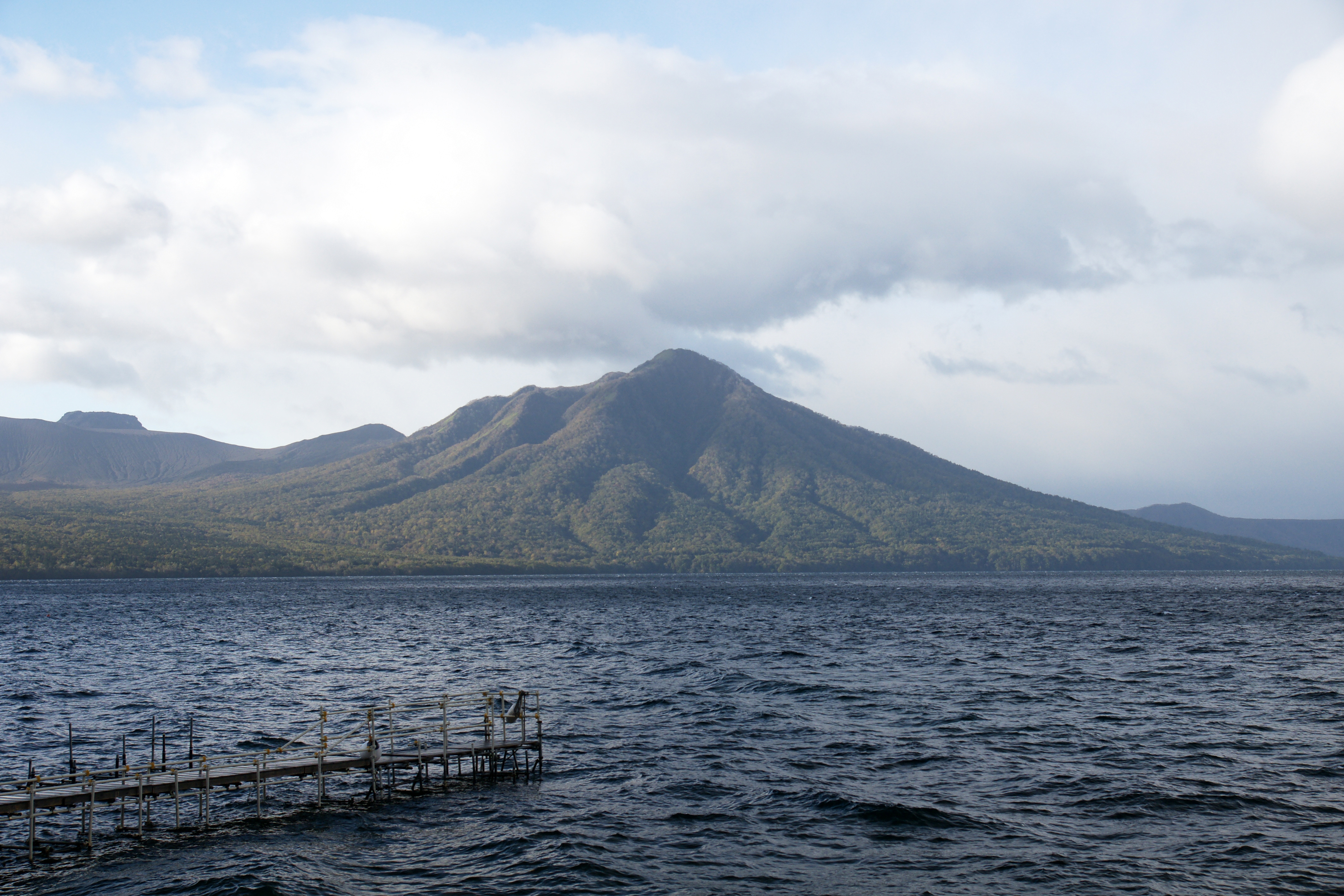
支笏湖と風不死岳（2009年10月）
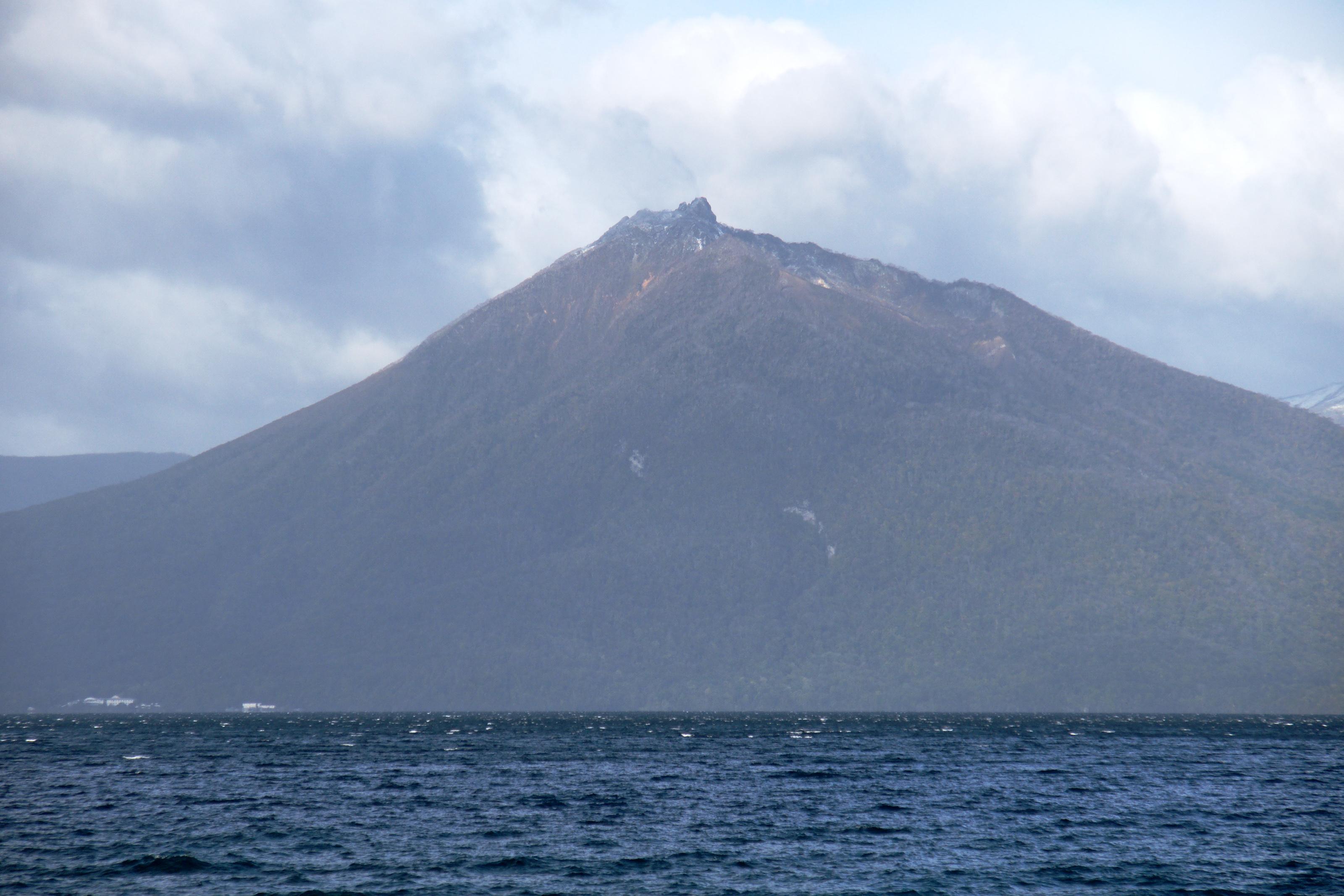
支笏湖と恵庭岳（2009年10月）
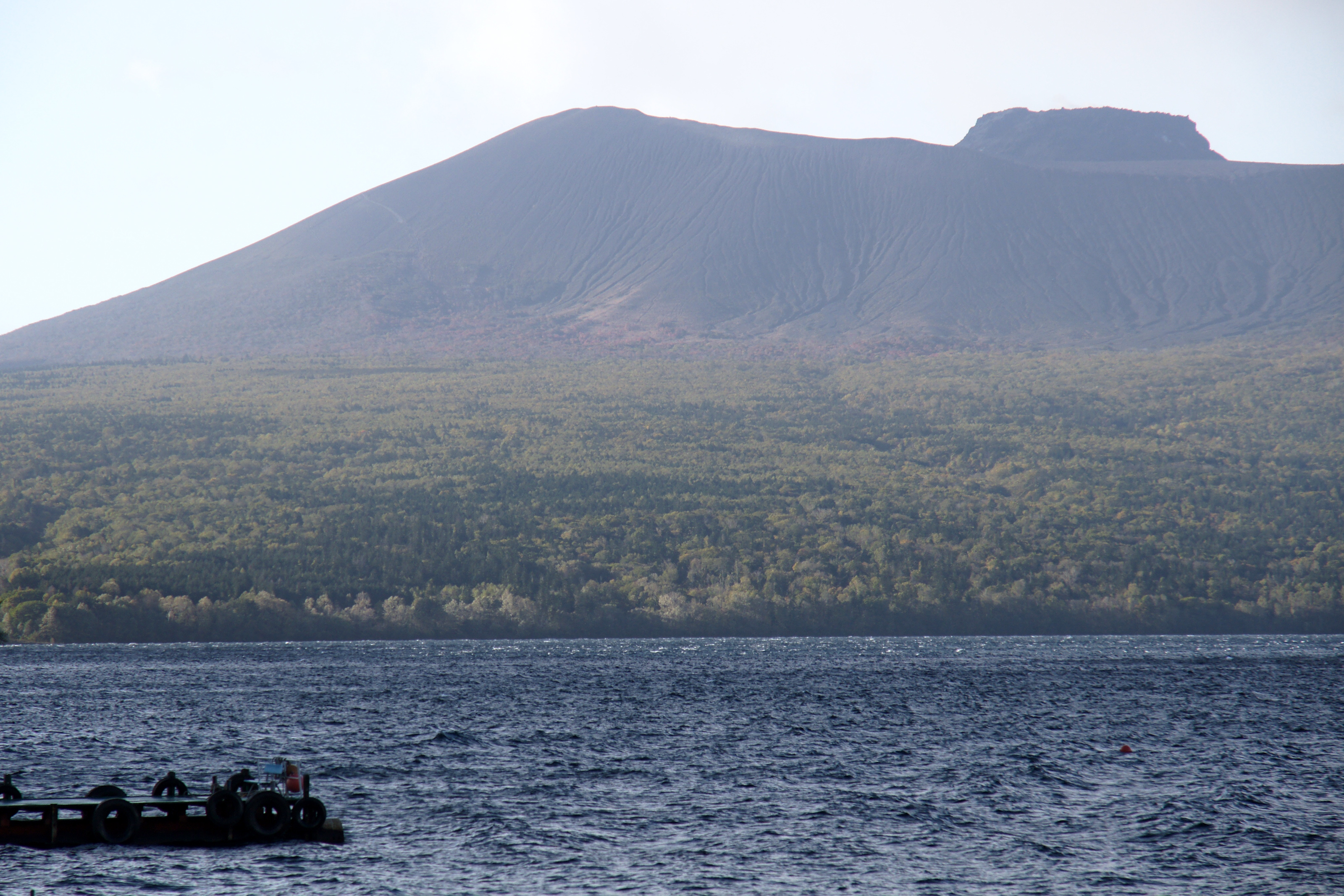
支笏湖と樽前山（2009年10月）

- 定山渓地域
  - 定山渓地域は、溶岩台地の無意根山、空沼岳、札幌岳などによる山岳地形となっている。定山渓温泉や豊平峡温泉があり、豊平峡ダム周辺は紅葉スポットになっている[6]。

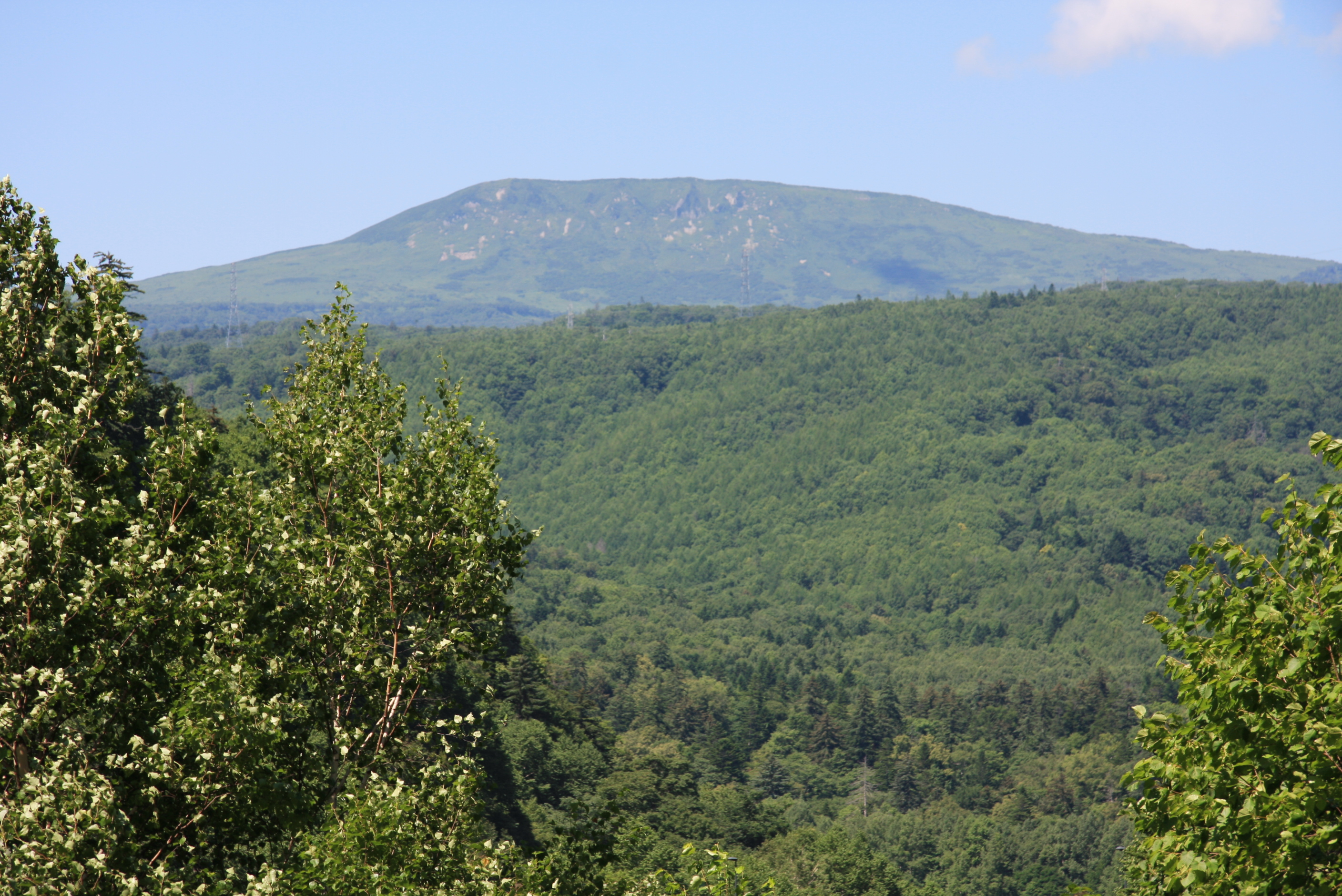
無意根山（2012年8月）
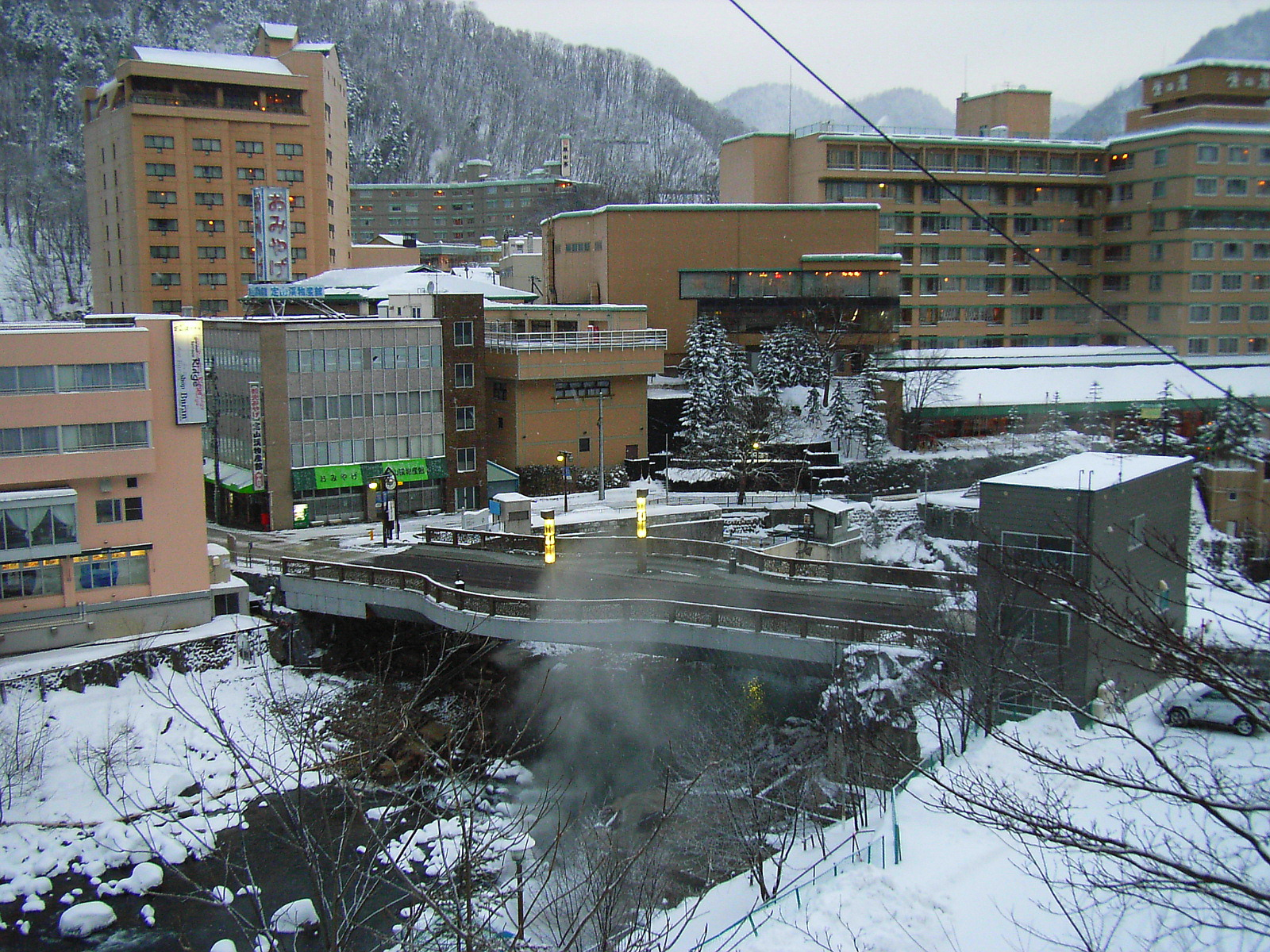
定山渓温泉街（2004年12月）
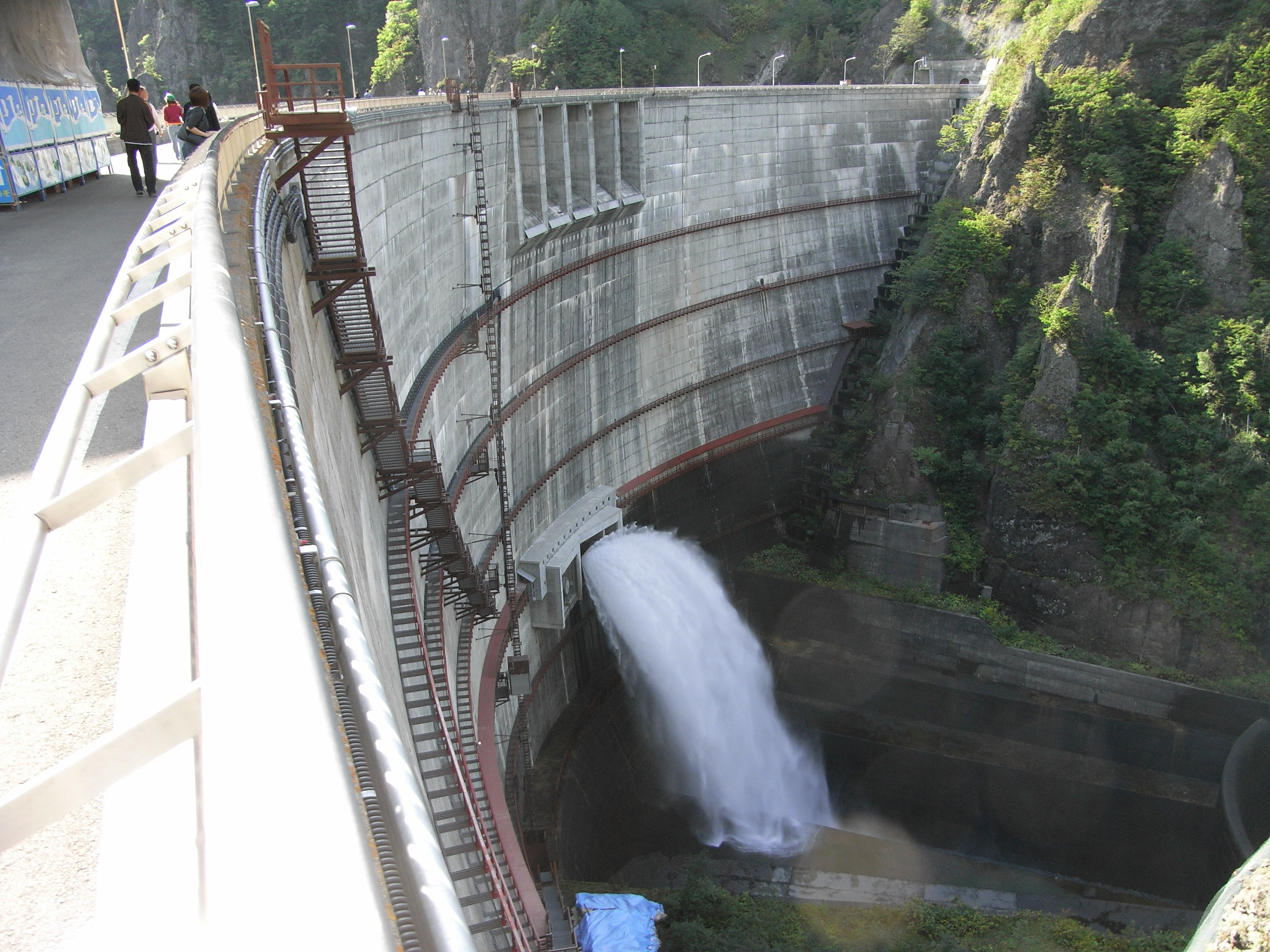
豊平峡ダム（2006年10月）

支笏洞爺国立公園（洞爺湖地域）
- 洞爺湖地域
  - カルデラ湖の洞爺湖を中心とする地域。湖中央部には火山活動により形成された中島（トーノシケヌプリなど）があり、自然林が残されて多くの野鳥が生息している。有珠山は活発な活火山であり、これまでの噴火活動によって洞爺湖温泉や昭和新山などが誕生した。周辺の1市3町2村が洞爺湖有珠山ジオパークとして「世界ジオパーク」に認定されている[7]。

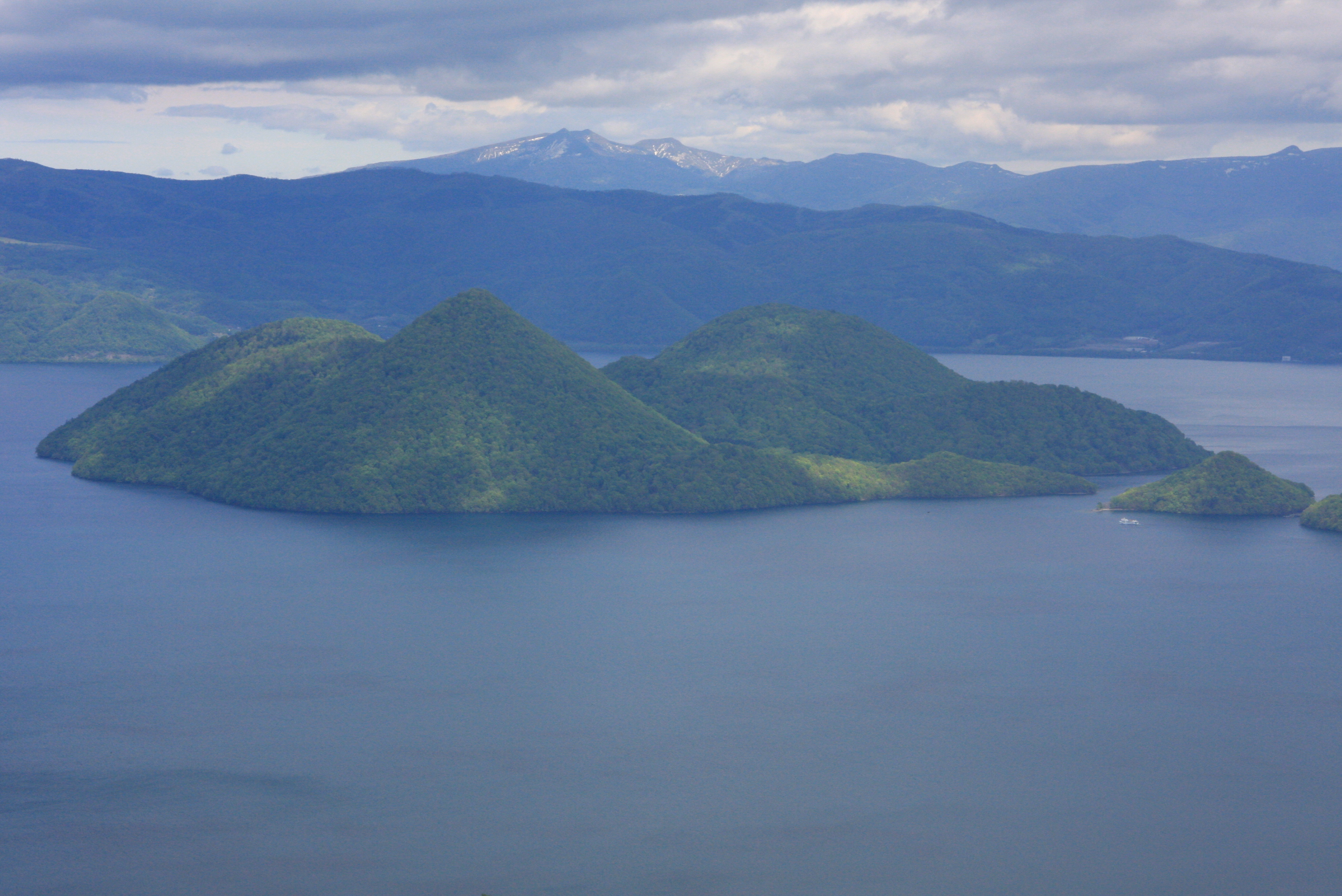
ポロモイ山から望む中島（2009年5月）
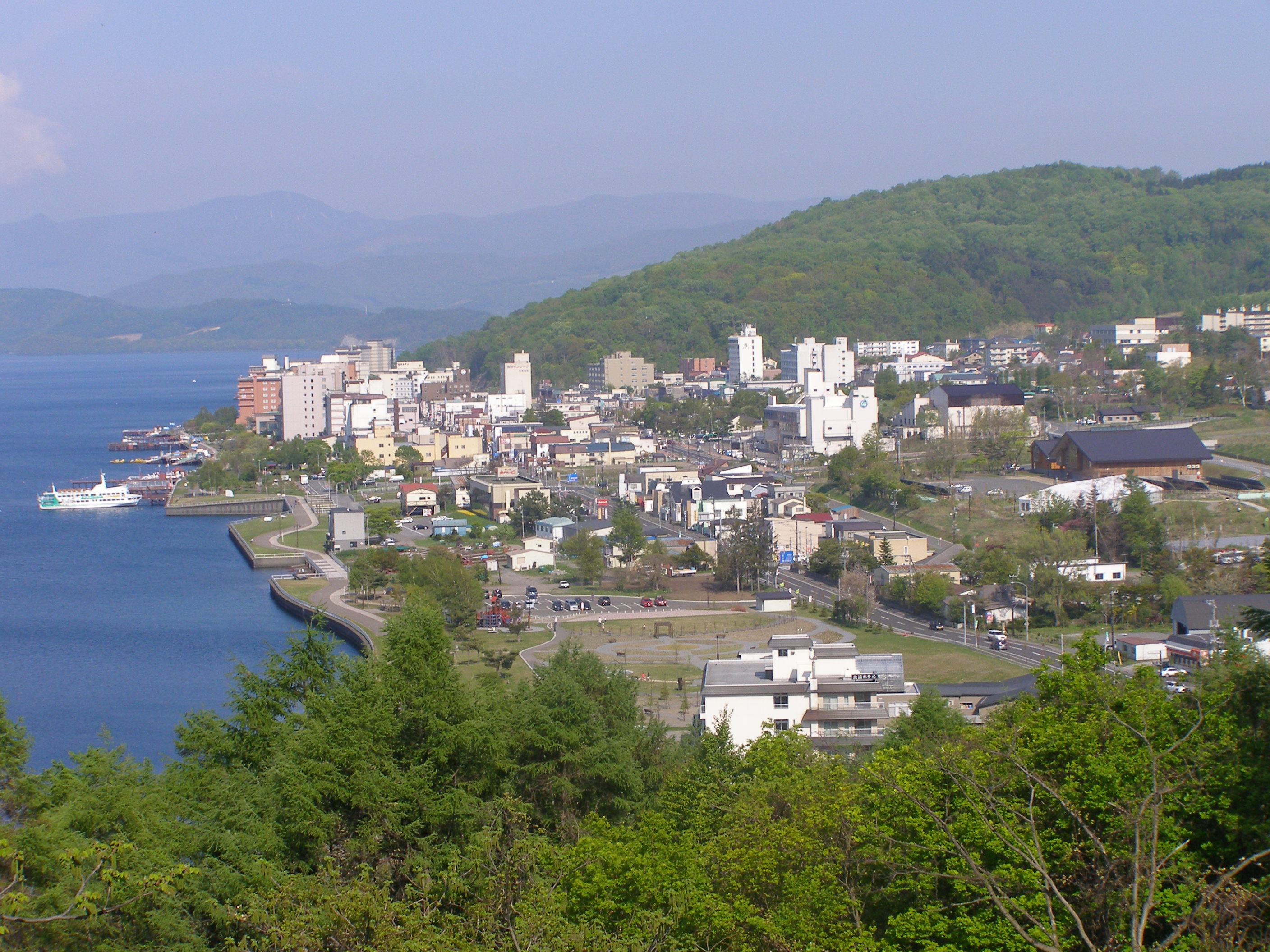
洞爺湖温泉街（2008年5月）
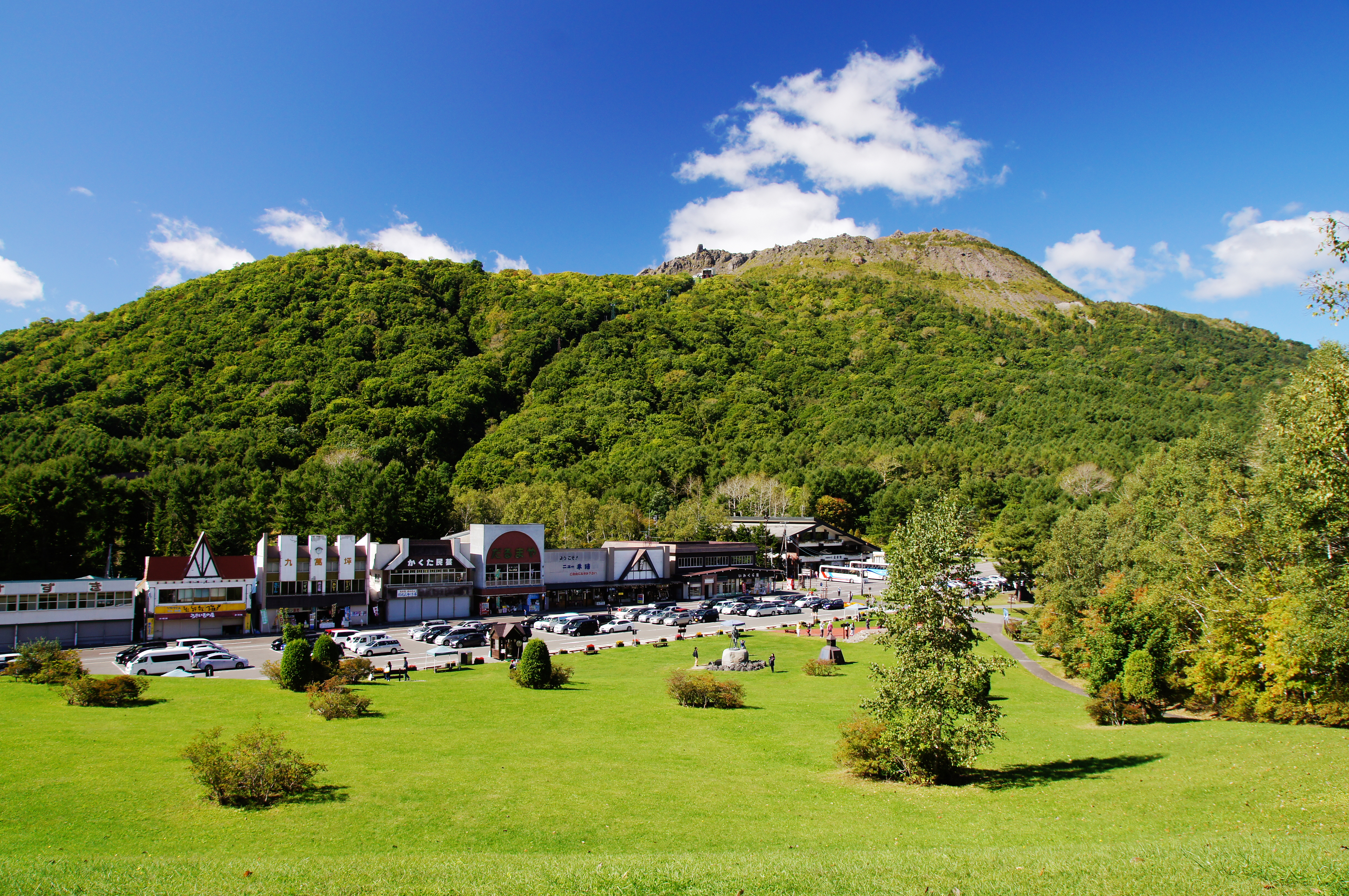
観光施設と有珠山（2013年9月）
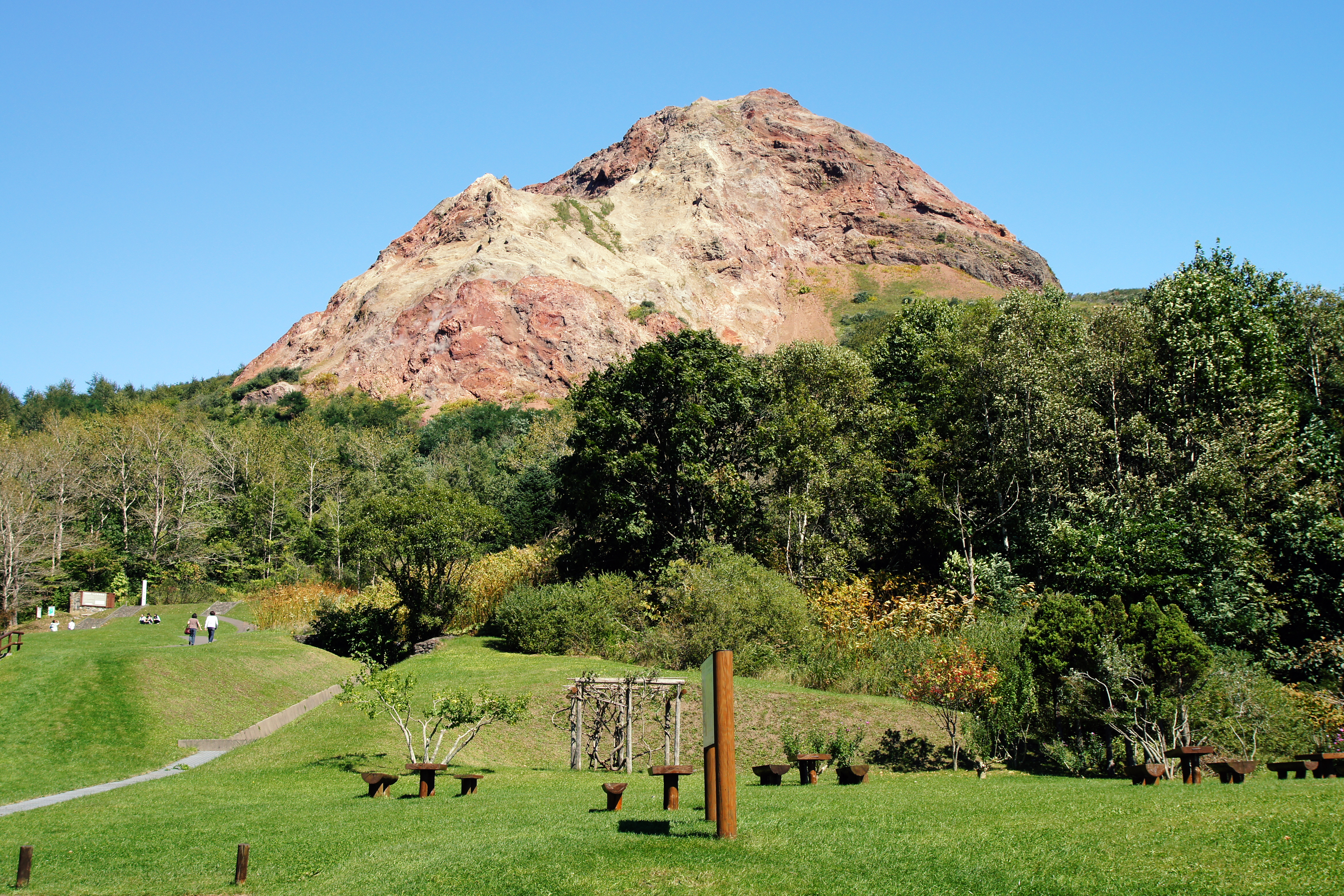
昭和新山（2013年9月）

- 羊蹄山地域
  - 独立峰の羊蹄山（蝦夷富士）を中心とする地域。頂上付近では多数の高山植物を確認することができ、「後方羊蹄山の高山植物帯」として国の「天然記念物」に指定されている[8]。山麓は湧水・名水スポットになっている。

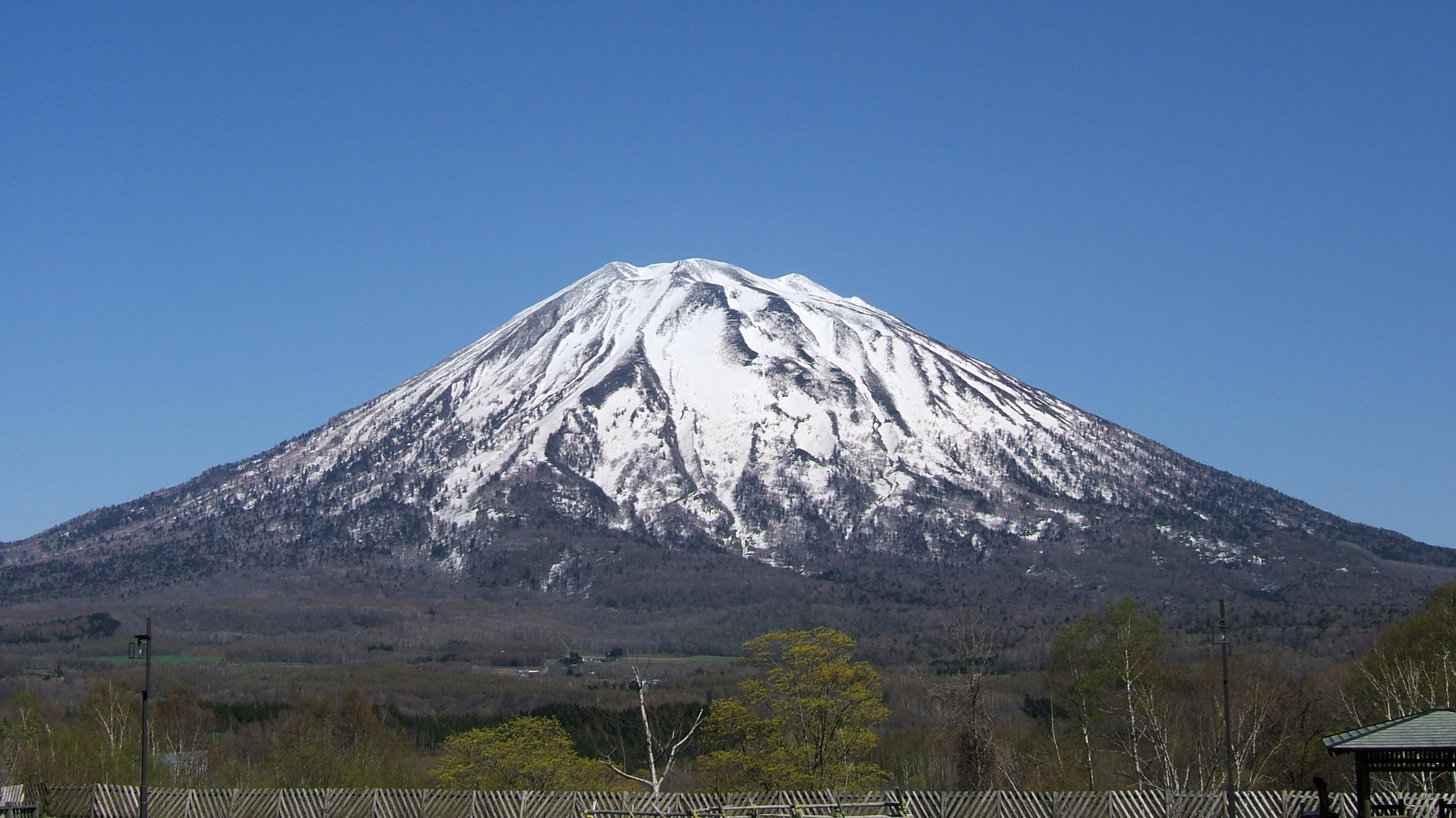
倶知安町比羅夫から望む羊蹄山（2005年5月）

- 登別地域
  - 俱多楽火山周辺の地域。大湯沼や地獄谷では硫気が噴出して温泉が湧出しており、登別温泉は北海道有数の温泉地になっている。カルデラ湖の倶多楽湖は流出入する川がなく水質がきわめて良い[9]。カルルス温泉にはカルルス温泉サンライバスキー場がある。

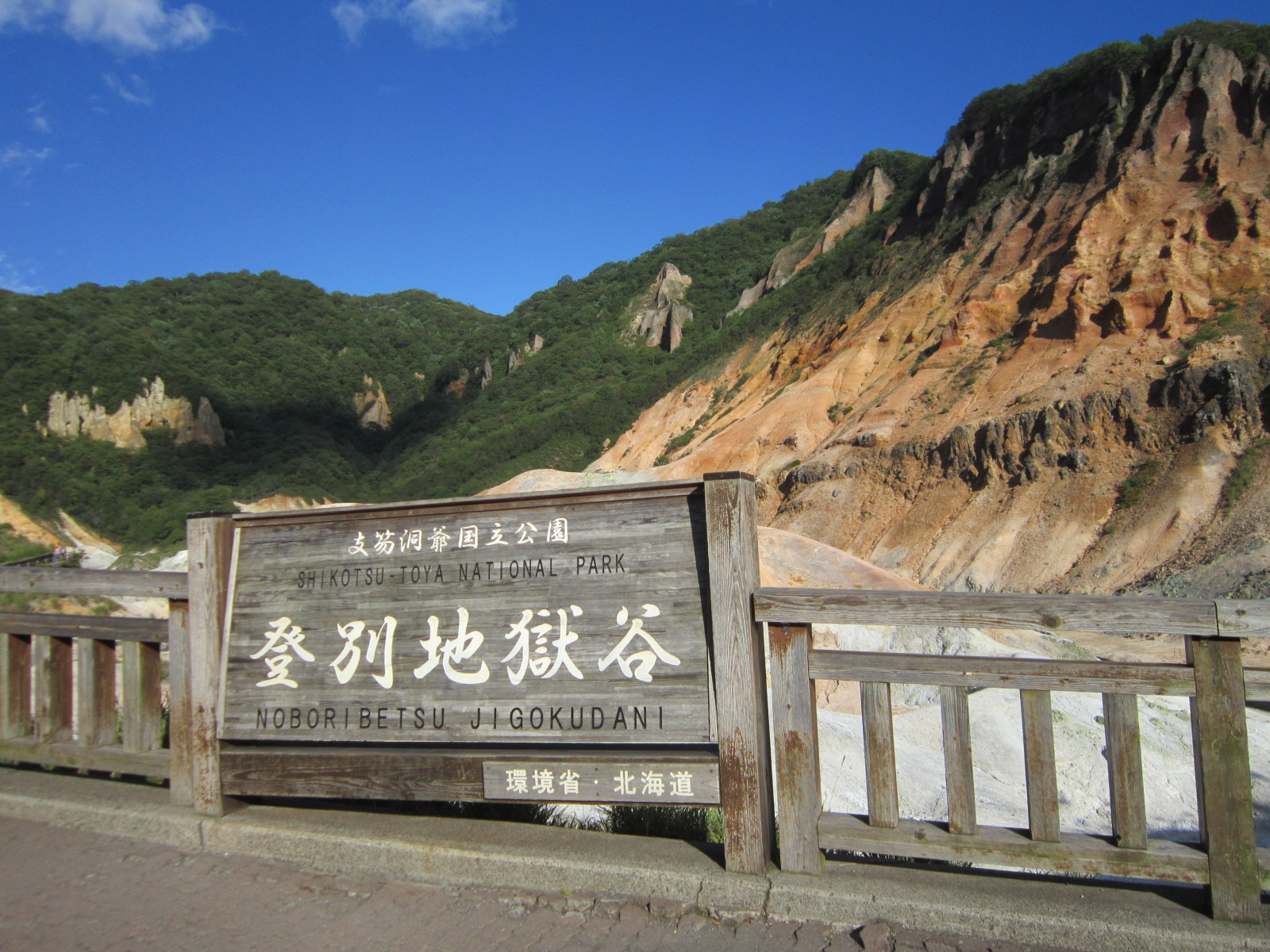
登別地獄谷（2013年8月）
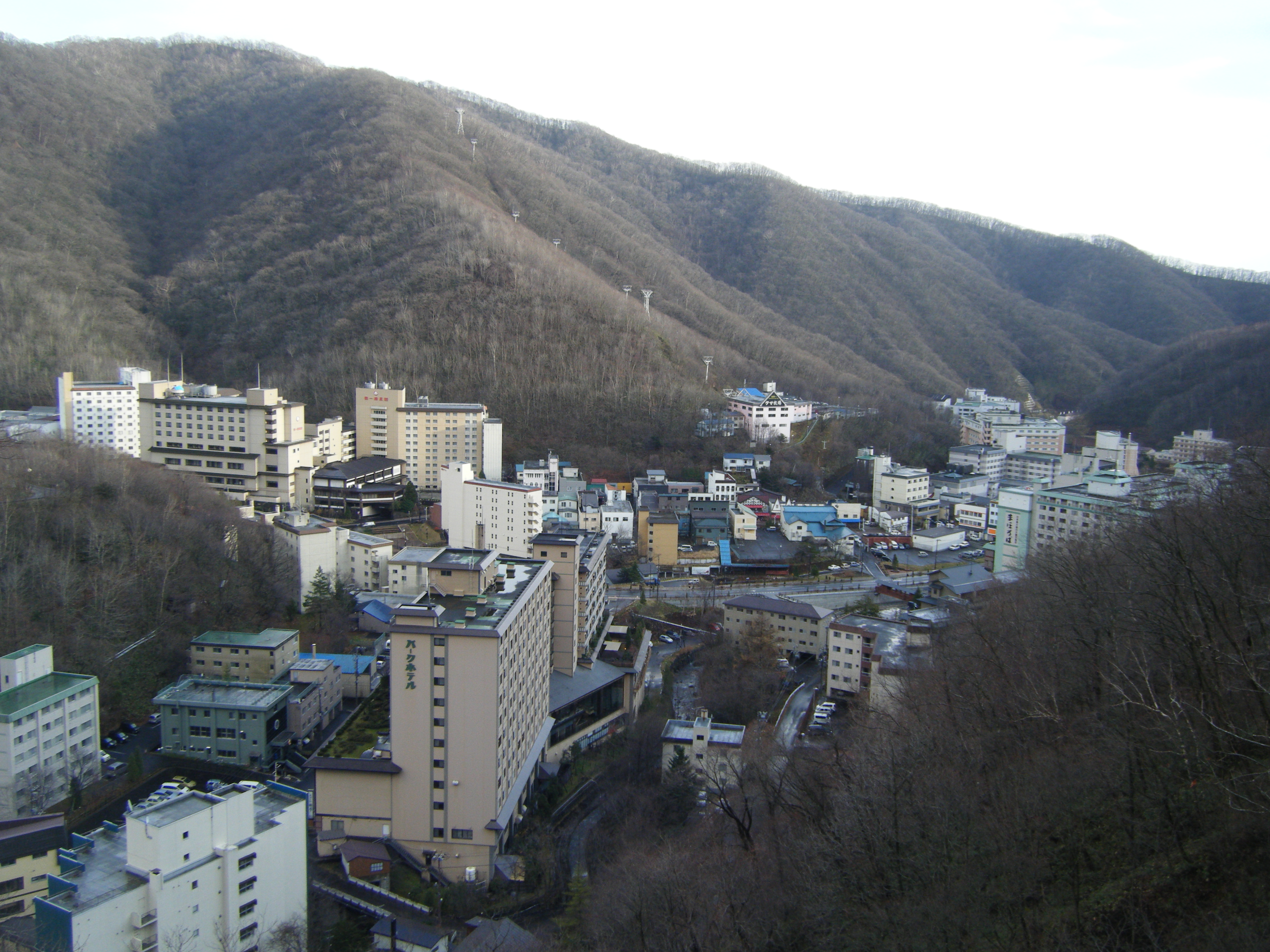
登別温泉街（2008年5月）
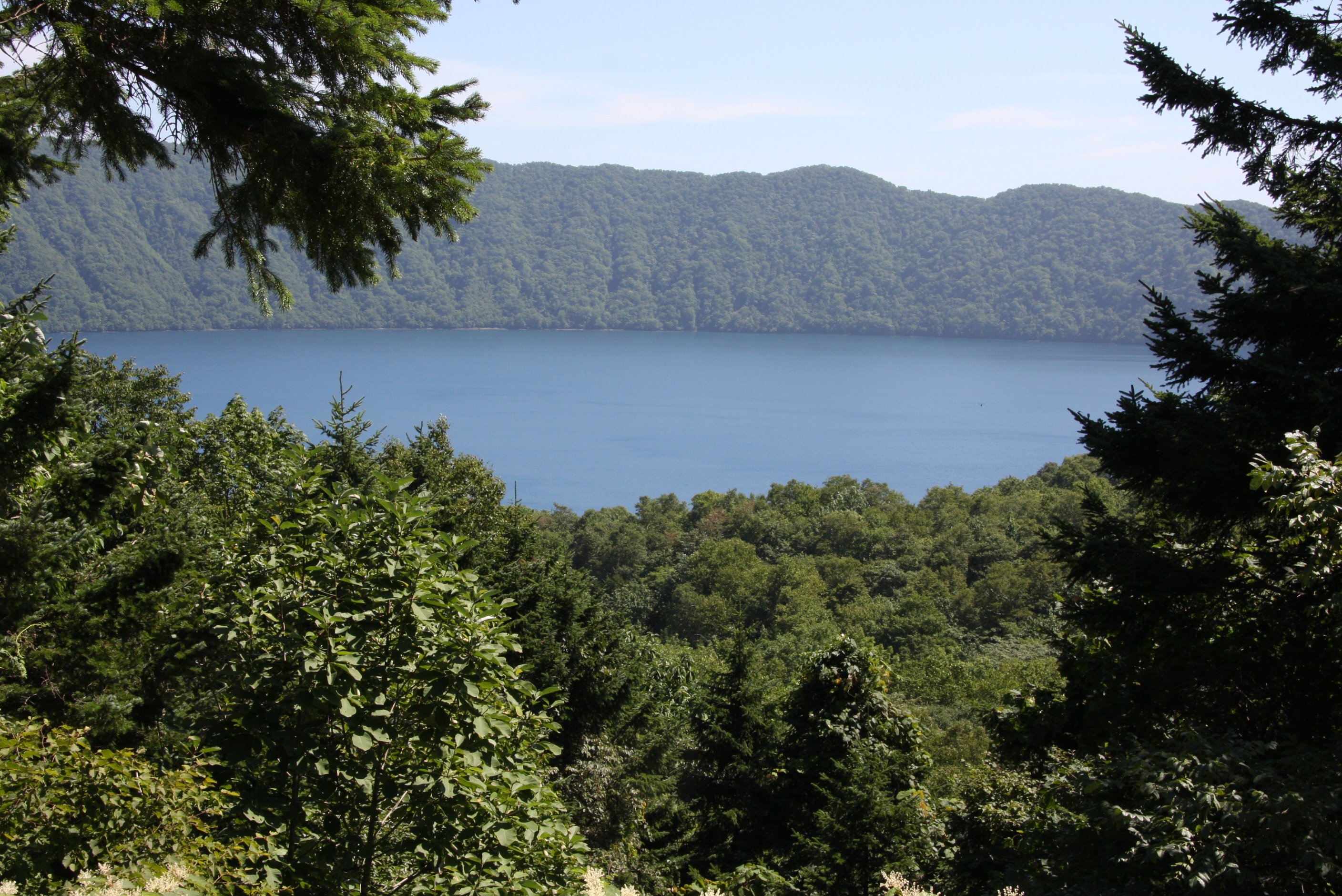
倶多楽湖（2012年8月）

## 歴史
- 1949年（昭和24年）：国立公園指定
- 1979年（昭和54年）：再検討（羊蹄山地域）
- 1980年（昭和55年）：支笏湖ビジターセンターオープン[10]
- 1995年（平成07年）：再検討（支笏湖、定山渓、洞爺湖、登別地域）、点検1（羊蹄山地域）。
- 2003年（平成15年）：点検1（洞爺湖地域）。支笏湖ビジターセンターリニューアルオープン[11]
- 2004年（平成16年）：洞爺財田自然体験ハウスオープン[12]
- 2006年（平成18年）：乗り入れ規制拡張
- 2007年（平成19年）：洞爺湖ビジターセンター・火山科学館オープン[13]
- 2009年（平成21年）：洞爺湖有珠山ジオパークが「世界ジオパーク」認定[14]。
- 2022年（令和4年） ：支笏湖地区がゼロカーボンパークに登録[15]。

## 景勝地
支笏湖地域
- 樽前山
- オコタンペ湖

定山渓地域
- 豊平峡

洞爺湖地域
- 壮瞥公園
- 金比羅火口・西山山麓火口

羊蹄山地域
- 半月湖

登別地域
- 大湯沼
- 登別原始林[16]
- オロフレ山

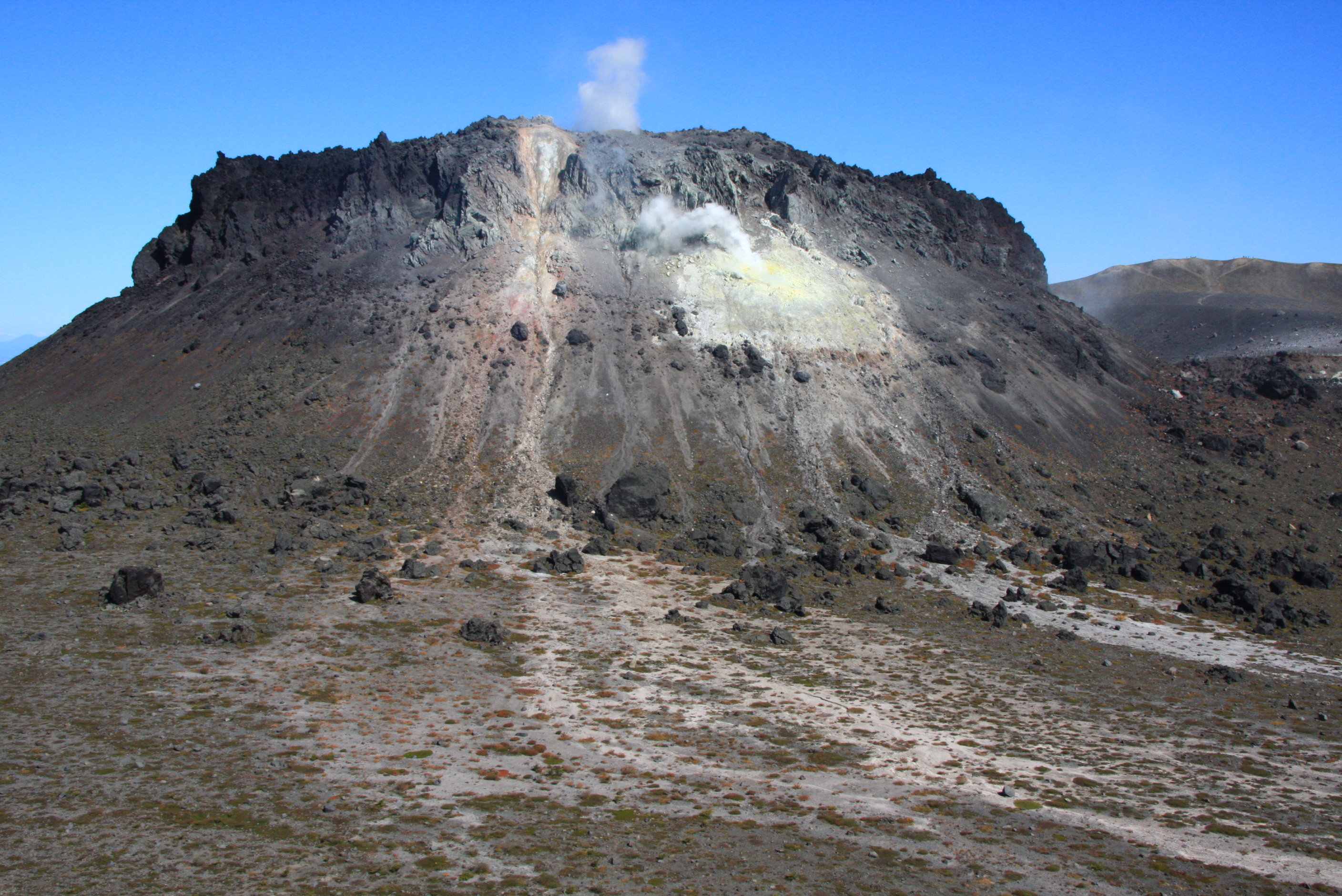
樽前山の溶岩円頂丘（2009年9月）
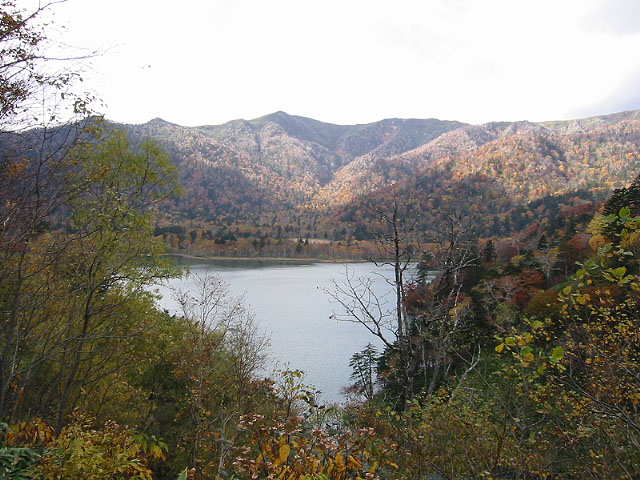
オコタンペ湖（2003年10月）
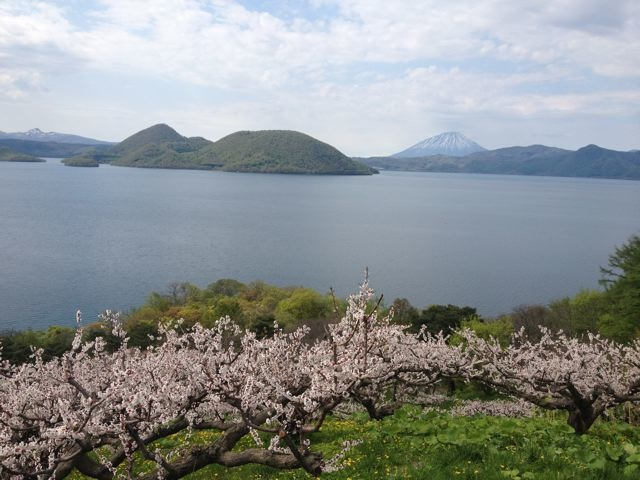
壮瞥公園の梅と洞爺湖
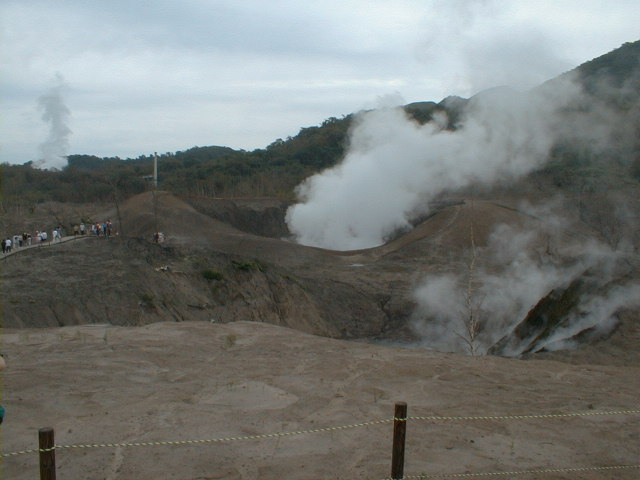
有珠山西山山麓火口（2007年）
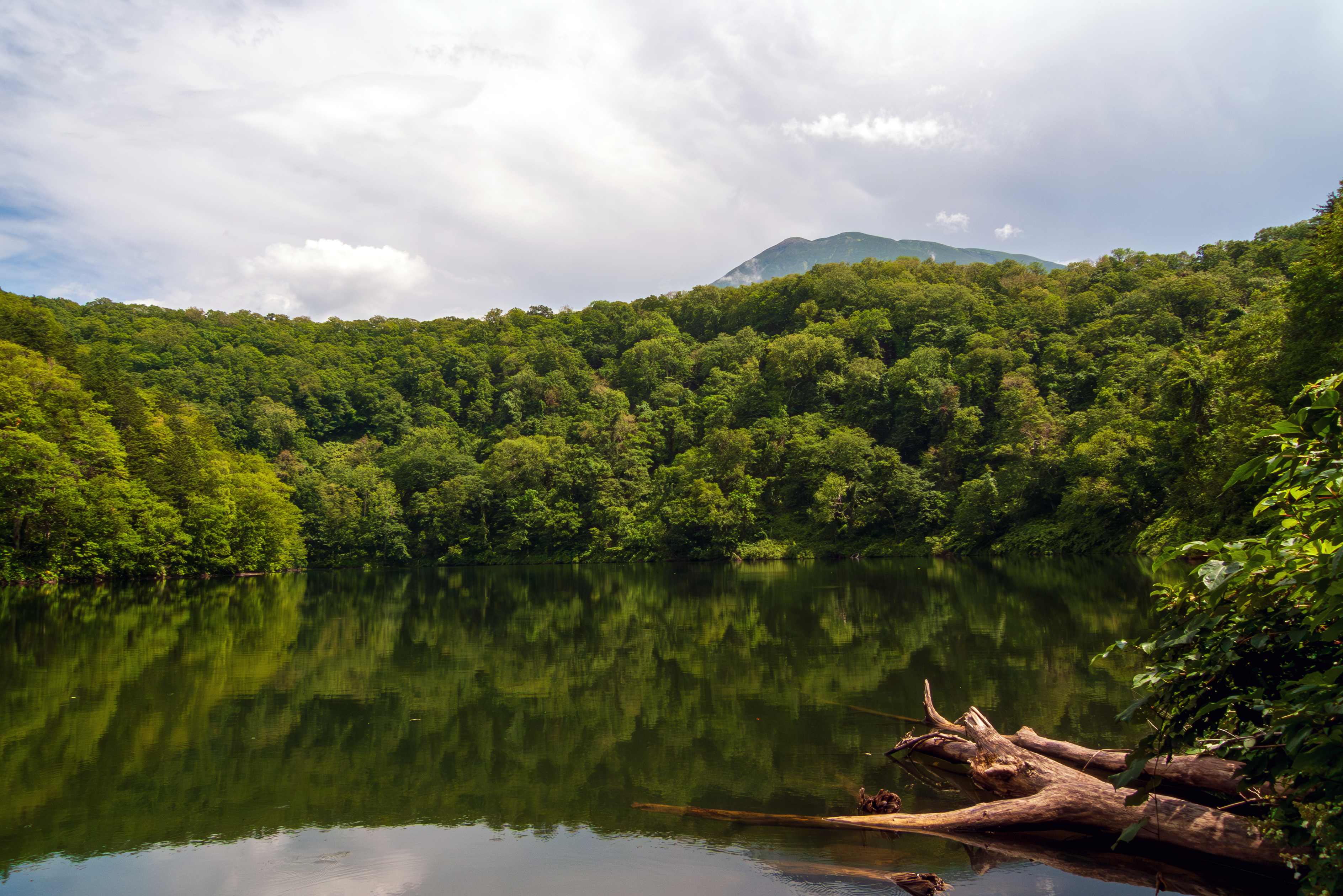
半月湖（2013年8月）
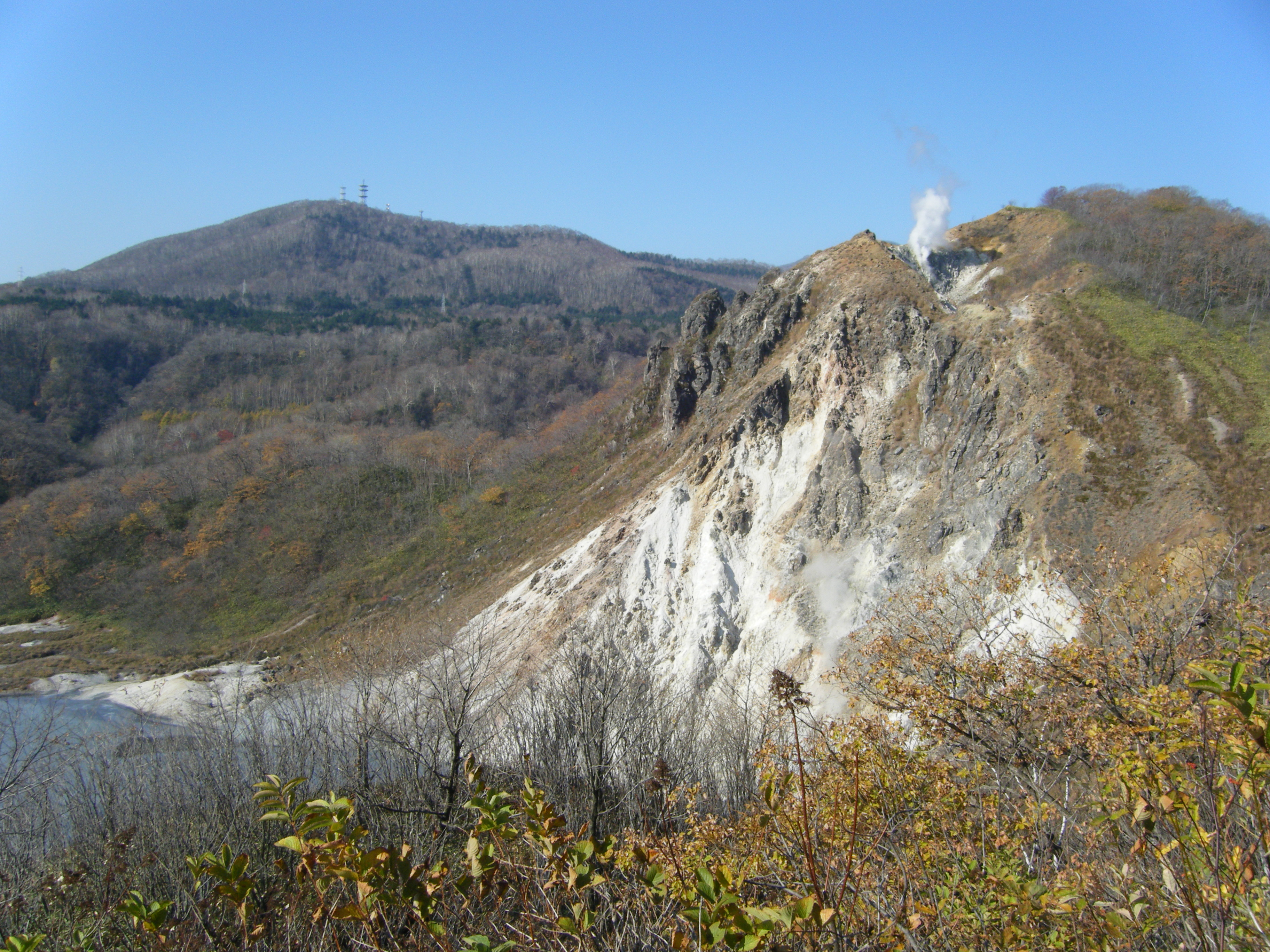
日和山と大湯沼（2008年11月）
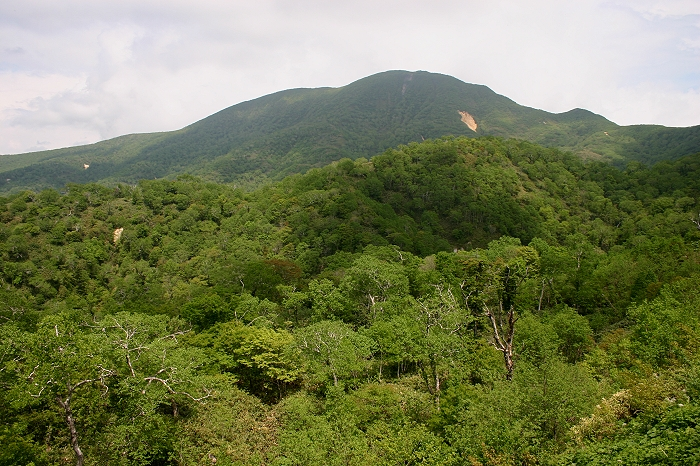
オロフレ峠から望むオロフレ山（2012年6月）

## 集団施設地区・ビジターセンター
| 地区名   | 面積    | 所在地                             | 利用者数（人） |
| -------- | ------- | ---------------------------------- | -------------- |
| 支笏湖   | 53.0ha  | 北海道千歳市                       | 368,000        |
| 登別     | 71.0ha  | 北海道登別市                       | 2,597,000      |
| 洞爺湖   | 102.1ha | 北海道虻田郡洞爺湖町、有珠郡壮瞥町 | 2,819,000      |
| 財田     | 61.6ha  | 北海道虻田郡洞爺湖町               | 17,000         |
| 昭和新山 | 12.8ha  | 北海道有珠郡壮瞥町                 | 972,000        |
| 真狩口   | 32.4ha  | 北海道虻田郡真狩村                 | 25,000         |

| 施設名                         | 設置者 | 所在地                                | 利用者数（人） |
| ------------------------------ | ------ | ------------------------------------- | -------------- |
| 支笏湖ビジターセンター         | 環境省 | 北海道千歳市支笏湖温泉                | 200,407        |
| 支笏湖パークハウス             | 環境省 | 北海道千歳市支笏湖温泉                | -              |
| 登別パークサービスセンター     | 環境省 | 北海道登別市登別温泉町                | -              |
| 洞爺湖ビジターセンター         | 環境省 | 北海道虻田郡洞爺湖町洞爺湖温泉町142-5 | 69,023         |
| 洞爺財田自然体験ハウス         | 環境省 | 北海道虻田郡洞爺湖町財田2-2           | 5,199          |
| 昭和新山パークサービスセンター | 環境省 | 北海道有珠郡壮瞥町昭和新山            | -              |

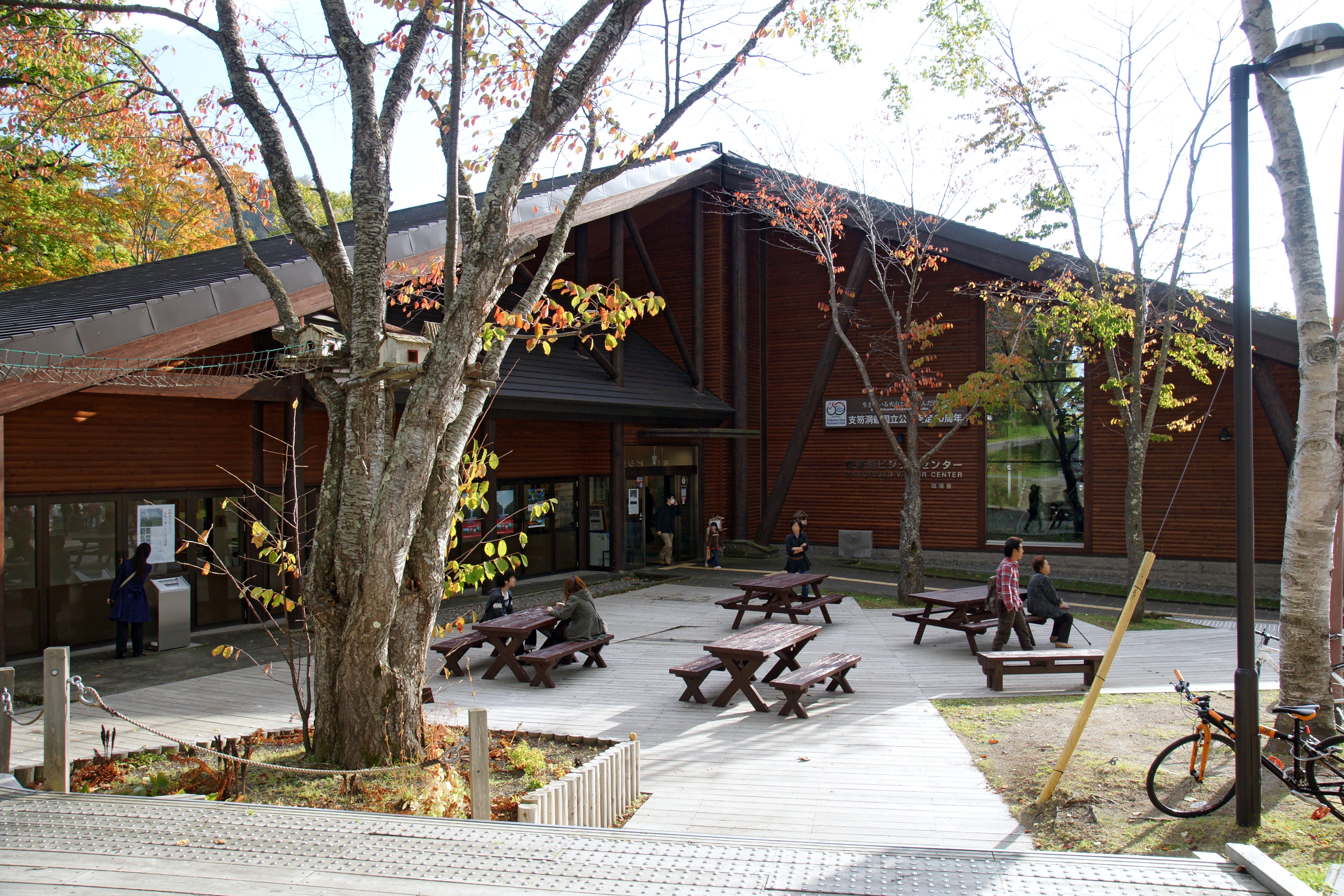
支笏湖ビジターセンター（2009年10月）
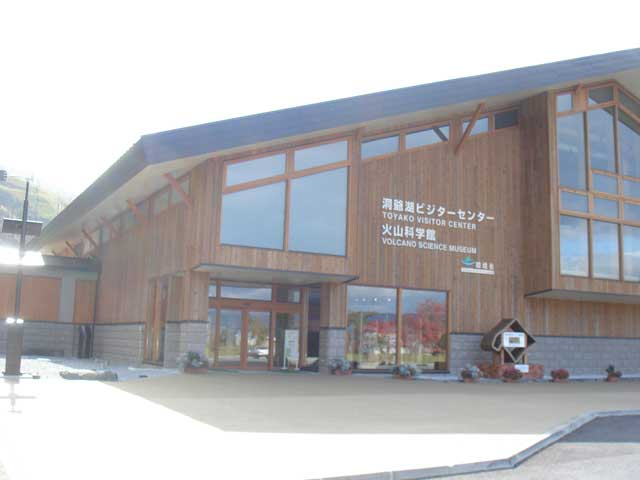
洞爺湖ビジターセンター・火山科学館（2007年9月）

## 参考資料
- “支笏洞爺国立公園管理計画書” (PDF). 北海道地方環境事務所 (2010年4月). 2016年1月29日閲覧。
- “支笏洞爺国立公園” (PDF).  環境省. 2016年1月29日閲覧。
- “支笏湖ビジターセンター” (PDF).   環境省. 2016年1月29日閲覧。
- “洞爺湖ビジターセンター” (PDF).   環境省. 2016年1月29日閲覧。
- “洞爺財田自然体験ハウス” (PDF).   環境省. 2016年1月29日閲覧。